# Consolidated B-24 Liberator
Chiếc Consolidated B-24 Liberator (Người giải phóng) là kiểu máy bay ném bom hạng nặng 4 động cơ Hoa Kỳ do hãng Consolidated Aircraft chế tạo. Nó được sản xuất với số lượng nhiều hơn bất kỳ một kiểu máy bay quân sự Mỹ nào khác trong Thế Chiến II và vẫn đang giữ kỷ lục là kiểu máy bay Mỹ sản xuất nhiều nhất. Trong chiến tranh nó được mọi binh chủng sử dụng, tham gia tại các Mặt trận Tây Âu, Thái Bình Dương, Bắc Phi và Trung Đông.
Được chế tạo dựa trên thiết kế của cánh kiểu Davis có hiệu quả cao, đặc tính đáng kể nhất của chiếc B-24 là tầm bay xa, khiến cho nó cũng được dùng cho các vai trò khác như tuần tra biển (nó được gọi là PB4Y khi phục vụ trong Hải quân Mỹ) và chiến tranh chống tàu ngầm, trinh sát, tiếp dầu, vận tải (nó được gọi là C-87 và C-109, và cũng được phát triển thành phiên bản hải quân R2Y) và vận chuyển nhân lực. Winston Churchill sử dụng một chiếc làm máy bay vận chuyển của riêng ông. Một trong những đóng góp có giá trị nhất vào chiến thắng của Đồng Minh là việc dùng B-24 chống lại mối đe dọa của đội tàu ngầm Đức U-boat tại vùng biển Bắc Đại Tây Dương. Khi những chiếc Liberator "tầm bay rất xa" được đưa ra chống lại những chiếc tàu ngầm mong manh, cái gọi là "Khoảng trống Đại Tây Dương" (Atlantic Gap) được khép lại, cho phép duy trì các tuyến đường sống cho các đoàn vận tải Anh Quốc hoạt động.
Thường được so sánh với đồng sự nổi tiếng hơn, chiếc B-17 Flying Fortress, B-24 có thiết kế hiện đại hơn với tốc độ tối đa và tầm bay tốt hơn trong khi có cùng tải trọng bom và các vũ khí trang bị cho phòng thủ. Tuy nhiên, các đội bay và ban chỉ huy thường có quan điểm ưa chuộng đặc tính bền bỉ của chiếc B-17 hơn các tính năng khác. Chiếc B-24 bị mang tiếng xấu trong giới phi công Hoa Kỳ vì nó dễ dàng bị bắt lửa trong tổn hại khi chiến đấu do cách sắp đặt các thùng nhiên liệu dọc theo thân trước, và vì cấu trúc nhẹ nhằm mục đích tăng tầm bay cũng như tối ưu việc sản xuất hàng loạt. Chiếc B-24 cũng khó lái hơn, nhiều bảng và nút điều khiển trước mặt phi công, đòi hỏi nhiều thời gian huấn luyện hơn trước khi thành thạo. Điều làm cho nó nổi trội hơn những chiếc máy bay ném bom hạng nặng cùng thời Thế Chiến II chính là tính tháo vát đa dụng của nó.

## Thiết kế và phát triển

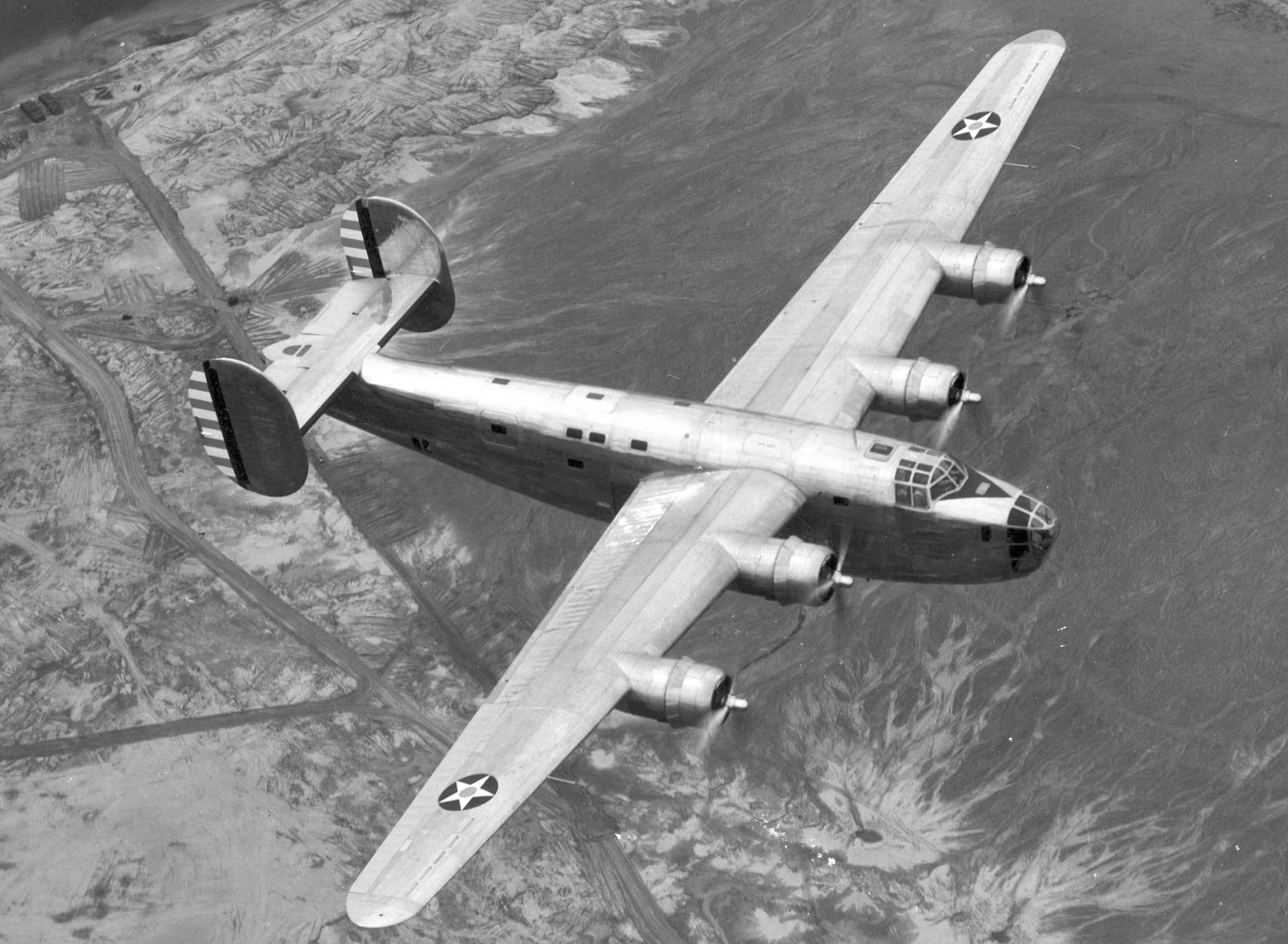
XB-24 đang bay

Nguồn gốc của chiếc Liberator xuất phát từ một yêu cầu vào năm 1938 của Không lực Lục quân Hoa Kỳ đề nghị hãng Consolidated tham gia sản xuất dưới giấy phép nhượng quyền chiếc B-17 trong một chương trình "Kế hoạch A" để mở rộng công nghiệp và sản xuất, tăng cường cho các yếu tố chủ yếu cho sức mạnh không quân. Sau khi các viên chức cao cấp của công ty Consolidated, bao gồm cả Chủ tịch Reuben Fleet, viếng thăm xưởng của hãng Boeing tại Seattle, đã có quyết định đưa ra một thiết kế hiện đại hơn thay thế. Tháng 1 năm 1939, Không lực Lục quân Hoa Kỳ chính thức mời Consolidated Aircraft tham gia nghiên cứu thiết kế một kiểu máy bay ném bom có tầm bay xa, tốc độ và trần bay tốt hơn chiếc B-17.
Hợp đồng chế tạo chiếc nguyên mẫu được trao vào tháng 3 năm 1939, với yêu cầu là chiếc nguyên mẫu phải hoàn thành trước cuối năm. Thiết kế đơn giản nhưng tiên tiến vào thời đó. So với B-17 Flying Fortress, chiếc được đề nghị tên Kiểu 32 ngắn hơn, diện tích cánh nhỏ hơn 25% nhưng có sải cánh dài hơn 1,8 m (6 ft) và tải trọng lớn hơn. Trong khi chiếc B-17 sử dụng động cơ 9-xy lanh Wright R-1820 Cyclone, Consolidated dùng kiểu động cơ 2-hàng, 14-xy lanh Pratt & Whitney R-1830 Twin Wasp bố trí hình tròn công suất 1.000 mã lực (746 kW). Trọng lượng cất cánh tối đa đến 32.000 kg (70.547 lb) là lớn nhất vào thời đó. Consolidated cũng tích hợp các tính năng sáng tạo: là máy bay ném bom Mỹ đầu tiên dùng hệ thống hạ cánh ba bánh, cánh dài và mỏng với thiết kế "cánh kiểu Davis" hiệu quả, có thiết kế cánh loại tỉ lệ dài-rộng cao cho phép có hiệu quả nhiên liệu tối đa. Máy bay cũng được thiết kế cánh đuôi kép khá đặc trưng. Do các yếu tố thiết kế tinh vi, việc thử nghiệm trong hầm gió và các chương trình thí nghiệm sử dụng một kiểu sẵn có của Consolidated là Kiểu 31, một loại thủy phi cơ dân dụng hai động cơ, cung cấp các số liệu mở rộng về đặc tính bay của kiểu cánh Davis.
Consolidated hoàn tất chiếc nguyên mẫu, được biết đến dưới tên XB-24, và nó sẵn sàng để bay chuyến bay đầu tiên hai ngày trước khi kết thúc năm 1939. Bảy chiếc thử nghiệm phát triển YB-24 khác bay vào năm 1940 và Consolidated bắt đầu chuẩn bị dây chuyền sản xuất. Các đơn hàng đặt sớm, ngay trước khi chiếc XB-24 cất cánh, bao gồm 36 chiếc cho Không lực Lục quân Hoa Kỳ, 120 chiếc cho Không quân Pháp và 164 chiếc cho Không quân Hoàng gia Anh. Hầu hết những chiếc B-24 được sản xuất đầu tiên được gửi đến Anh Quốc, kể cả những chiếc do phía Pháp đặt hàng vì họ đã thất trận năm 1940. Tên gọi "Liberator", ban đầu được đặt cho những chiếc của Không quân Hoàng gia nhưng sau đó được Không lực Mỹ chấp nhận là tên chính thức của kiểu này.

### Thiết kế
Chiếc B-24 có một thân rộng rãi và cao (tạo cho nó biệt danh "Flying Boxcar", toa chở hàng bay) được chế tạo quanh một khoang bom trung tâm chứa được 8.000 lb bom. Khoang được chia thành ngăn trước sau và lại được ngăn ra bằng một lối đi giữa, cũng là sống sườn của thân máy bay. Có lời than phiền chung về lối đi quá chật hẹp, và đôi khi cũng bị dèm pha là "Chiếc quan tài bay" (The Flying Coffin) vì lối ra vào máy bay duy nhất là từ phía sau, và đội bay cùng xạ thủ súng máy trước mũi không tài nào đi qua được nếu họ mang dù. Một dạng nắp khoang chứa bom khác thường kiểu "con lăn" cho phép rút vào thân khi mở ra, tạo lực cản khí động học ở mức tối thiểu, giúp duy trì được tốc độ cao ngay cả khi đang bay bên trên mục tiêu ném bom.
Giống như chiếc B-17, chiếc B-24 trang bị một loạt các súng máy M2 Browning cỡ nòng.50 in ở phía đuôi, bụng, trên lưng, bên hông và trước mũi để phòng thủ chống lại sự tấn công từ máy bay tiêm kích đối phương. Tuy nhiên không giống B-17, tháp súng xoay có thể thu được vào trong thân khi không sử dụng, trong khi tháp súng của B-17 gắn cố định bên ngoài.

### Sản xuất

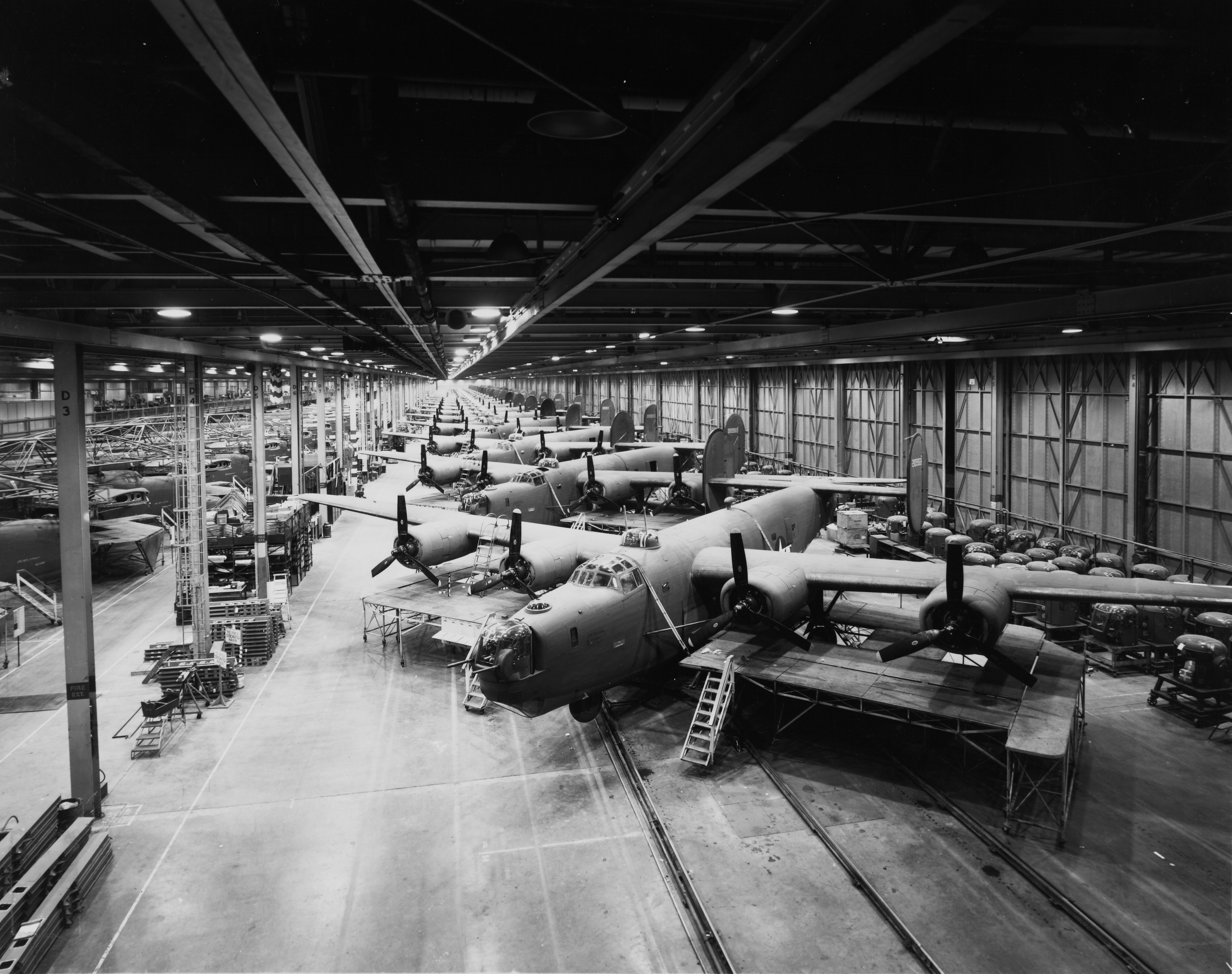
Những chiếc B-24 đang được chế tạo tại dây chuyền Willow Run của hãng Ford

Việc sản xuất Liberator gia tăng ở một tốc độ ngạc nhiên trong những năm 1942 và 1943: Consolidated đã tăng gấp ba lần kích thước nhà máy của họ tại San Diego và xây dựng một nhà máy to hoàn toàn mới bên ngoài Fort Worth, Texas. Việc sản xuất cũng được tham gia bởi Douglas ở Tulsa, Oklahoma vả North American xây dựng một nhà máy tại Dallas, Texas. Đây không phải là những hoạt động nhỏ, nhưng tất cả chúng đều trở nên nhỏ nhoi so với nhà máy xây mới bởi Ford trên đất trống tại Willow Run gần Detroit, vốn được khánh thành vào tháng 8 năm 1942. Đây là nhà máy to nhất Hoa Kỳ (330.000 m² hay 3.500.000 ft²), và là nhà máy lớn nhất ở khắp mọi nơi ngoại trừ Liên Xô. Việc sản xuất hằng loạt bắt đầu vào tháng 8 năm 1943, và vào lúc cao điểm xưởng hoàn tất được 428 chiếc B-24 mỗi tháng. Nhiều phi công ngủ trên giường võng tạm trong khi chờ đợi chiếc B-24 "của họ" lăn bánh ra khỏi dây chuyền sản xuất. Mỗi nhà máy sản xuất B-24 được nhận diện bằng một mã sản xuất: Consolidated / San Diego (CO), Consolidated / Ft Worth (CF), Ford / Willow Run (FO), North American (NT) và Douglas, Tulsa (DT).
Vào tháng 4 năm 1942, phiên bản vận tải C-87 Liberator Express được đưa vào sản xuất tại Fort Worth. Nó có cửa để chất hàng to, không có tháp súng, có sàn trong khoang chứa bom để chứa hàng và các cửa sổ hông.
Kiểu đầu tiên được sản xuất hằng loạt, chiếc B-24D (Liberator III trong Không lực Hoàng gia) được đưa vào sử dụng đầu năm 1943; nó có động cơ tăng áp và trữ lượng nhiên liệu nhiều hơn. Thêm ba khẩu súng máy M2 Browning 12,7 mm (0,50 in) nâng tổng số vũ khí phòng vệ lên 10 khẩu súng máy. Với trọng lượng cất cánh tối đa lên đến 27.000 kg (59.524 lb), nó là chiếc máy bay nặng nhất thế giới, và chỉ có những chiếc máy bay ném bom Anh Quốc Lancaster và Halifax là so sánh được với nó.
Năm 1943, phiên bản Liberator được nhiều người cho là phiên bản "sau cùng" được giới thiệu. Chiếc B-24H dài hơn 0,25 m (10 in), bổ sung một tháp pháo vận hành bằng điện trước mũi để giảm sự mong manh do tấn công kiểu đối mặt, và được gắn bộ ngắm ném bom cải tiến, hệ thống lái tự động và hệ thống chuyển đổi nhiên liệu. Nhà máy của Consolidated, Douglas và Ford cùng sản xuất kiểu này, trong khi phiên bản được chế tạo tại Dallas bởi North American được đặt tên B-24G. Cả năm nhà máy cùng chuyển đổi sang sang kiểu gần như tương tự B-24J vào tháng 8 năm 1943. Những phiên bản B-24L và B-24M sau đó là những kiểu nhẹ hơn và khác biệt chủ yếu là ở vũ khí phòng thủ.

## Lịch sử hoạt động

### Việc bố trí ban đầu

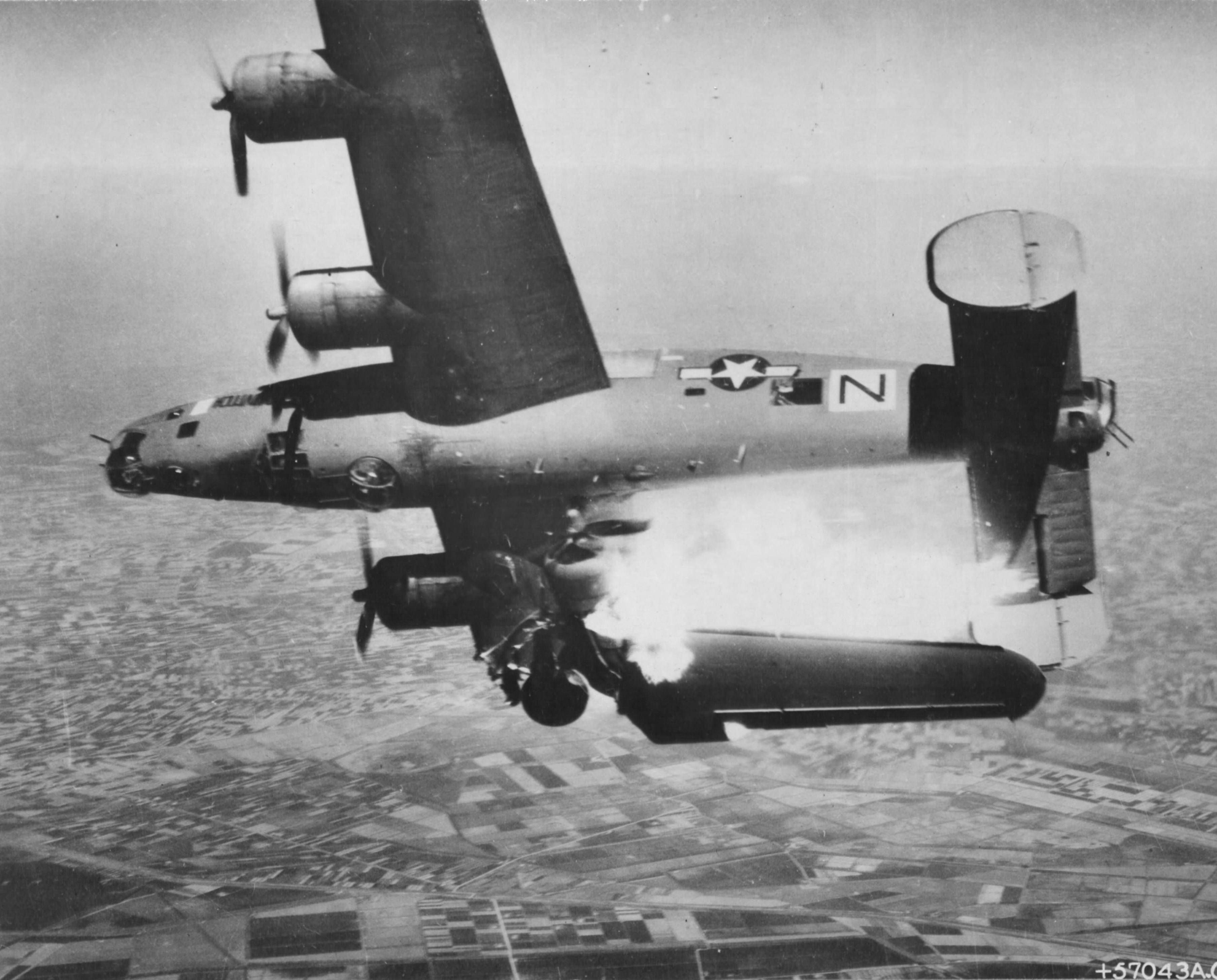
Chiếc B-24L số hiệu 44-49710 biệt danh "Stevonovitch II" thuộc Liên đội Ném bom 464, trúng đạn pháo phòng không 2 cm FlaK 30 trong khi hỗ trợ mặt đất gần Lugo, Italy, 10 tháng 4 năm 1945. Đại tá James Gilson, Chỉ huy trưởng Phi đội Ném bom 779 và chín người khác thiệt mạng, một xạ thủ súng máy hông bị văng ra và sống sót.

Việc bố trí những chiếc Liberator đầu tiên nhằm khai thác khả năng bay tầm xa khi những phi công vận chuyển Mỹ bay đến Anh Quốc và quay trở về nhà vào tháng 3 năm 1941. Phiên bản LB-30A phục vụ cho British Overseas Airways Corporation (BOAC) trong những nhiệm vụ vận chuyển xuyên Đại Tây Dương không lâu sau cũng tham dự vào nhiều nhiệm vụ vận chuyển các loại. Vai trò nổi bật không thay thế được trong đợt sản xuất đầu tiên của kiểu Liberator GR I trang bị radar ASV Mark II hoạt động cho Bộ chỉ huy Duyên hải Không quân Hoàng gia Anh là tầm bay xa của nó "gần gấp đôi khả năng của các lực lượng trinh sát duyên hải Anh Quốc"  tại các phi vụ tuần tra chống tàu ngầm trong Trận chiến Đại Tây Dương.
Cuối năm 1941, những chiếc Liberator II đầu tiên được đưa vào hoạt động. Kiểu máy bay này được trang bị thùng nhiên liệu tự hàn kín và các tháp súng vận hành bằng điện. Cùng lúc đó, Consolidated kéo dài thân trước thêm 79 cm (2 ft 7 in) để tạo thêm chỗ cho đội bay. Liberator II được chia sẻ giữa Bộ chỉ huy Duyên hải, Bộ chỉ huy Ném bom và BOAC. Hai phi đội Không quân Hoàng gia sau đó được bố trí sang Trung đông vào năm 1942 trong việc sử dụng lần đầu tiên chiếc Liberator như một máy bay ném bom.
Cùng lúc đó, Không lực Lục quân Hoa Kỳ cũng bắt đầu nhận được những chiếc B-24A đầu tiên. Giống như người Anh, họ sử dụng chúng trước tiên như là phương tiện vận tải. Các công việc tiếp tục phát triển bởi Consolidated tạo ra một số chiếc máy bay chuyển tiếp B-24C sử dụng động cơ có bộ turbo tăng áp thay cho bộ siêu tăng áp; kiểu động cơ có turbo tăng áp khiến nắp động cơ có hình bầu dục dẹp đặc trưng cho các phiên bản Liberator sau này. 

### Hoa Kỳ tham gia chiến tranh

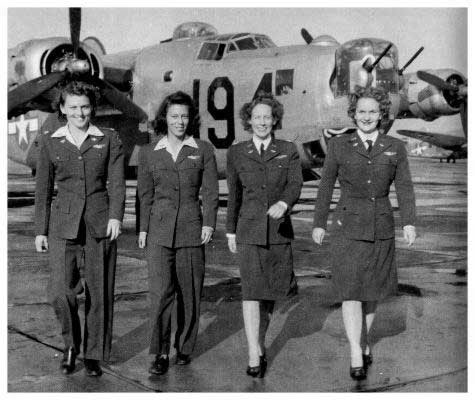
Các phi công thuộc đơn vị Nữ Phi công Phục vụ Không lực (WASP) (từ trái sang phải) Eloise Huffines Bailey, Millie Davidson Dalrymple, Elizabeth McKethan Magid, Clara Jo Marsh Stember. Phía sau, một chiếc B-24.

Những chiếc B-24 Hoa Kỳ tham gia chiến đấu lần đầu tiên vào tháng 6 năm 1942 với trận ném bom gồm 13 máy bay xuất phát từ Ai Cập nhắm vào mục tiêu các nhà máy lọc dầu do Đức xây dựng tại Ploesti, Romania. Cuộc tấn công được mô tả bởi Lục quân là "không thành công" và nó báo động cho những người phòng vệ về những mối nguy mới, cho họ có thêm thời gian để bổ sung vũ khí phòng thủ. Một năm sau, khi 178 chiếc B-24 tấn công trở lại Ploesti trong Chiến dịch Tidal Wave (Sóng thủy triều) ngày 1 tháng 8 năm 1943, 53 chiếc đã không quay trở về.
Các phi đội Liberator được bố trí trên tất cả các mặt trận: Bắc Phi, Châu Âu, Đại tây Dương, Đông Nam Á và Thái Bình Dương. Tại Thái Bình Dương, B-24 trở thành máy bay ném bom hạng nặng chủ yếu nhằm đơn giản việc tiếp liệu, thay thế cho những chiếc B-17 có tầm bay ngắn hơn, hoạt động không được nổi bật tại đây.
Khi chiến tranh tiếp diễn, sự phức tạp trong việc bảo trì những chiếc B-24 ngày càng lớn. Vì B-24 được sản xuất bởi nhiều hãng khác nhau, các cơ xưởng sửa chữa phải dự trữ một lượng lớn phụ tùng thuộc nhiều kiểu khác nhau để cung cấp cho nhiều phiên bản B-24 khác nhau. May thay, vào mùa Hè 1944, vấn đề trở nên nhẹ nhàng hơn khi ba nhà máy ngưng chế tạo B-24, chỉ còn lại nhà máy của Consolidated tại San Diego và của Ford ở Willow Run.
Tính đến tháng 9 năm 1945, có tổng cộng 18.482 chiếc Liberator được chế tạo. Bổ sung vào con số 12.000 chiếc phục vụ cho Không lực Lục quân Hoa Kỳ, Không quân Hoàng gia Anh sử dụng khoảng 2.100 máy bay trong 46 liên đội và 41 phi đội ném bom, Không quân Hoàng gia Canada có 1.200 chiếc B-24J, Hải quân Hoa Kỳ có khoảng 1.000 chiếc PB4Y-1 (và khoảng 800 chiếc PB4Y-2 Privateer là kiểu phát triển từ chiếc Liberator), Không quân Hoàng gia Australia (RAAF) có 287 chiếc B-24J, B-24L và B-24M - (Liberator là kiểu máy bay ném bom hạng nặng duy nhất mà RAAF hoạt động tại Thái Bình Dương). Hai phi đội của Không quân Nam Phi bố trí tại mặt trận Địa Trung Hải được trang bị B-24.

### Tuần tra duyên hải

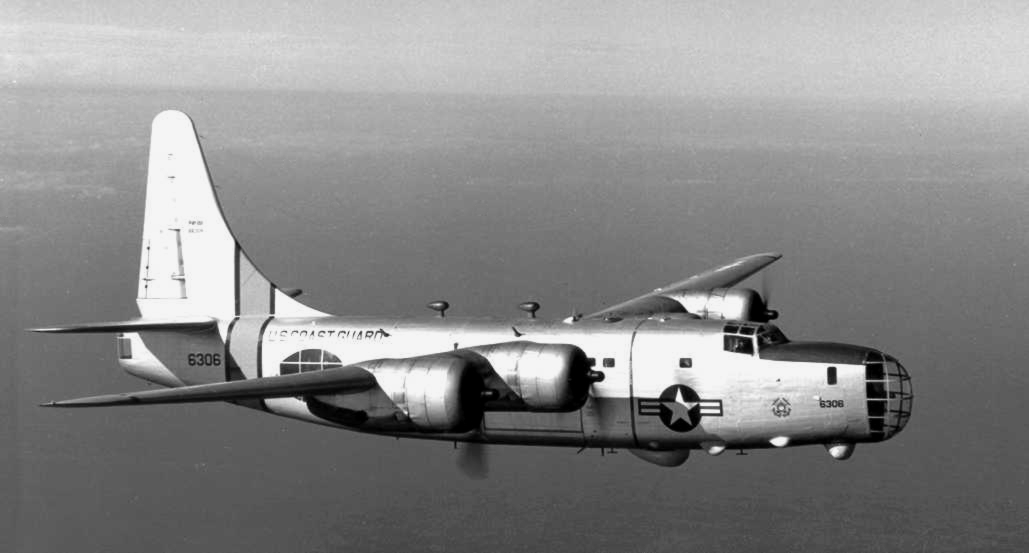
PB4Y-2G Privateer thuộc lực lượng Phòng vệ Duyên hải Hoa Kỳ.

Chiếc Liberator đã đóng góp lớn vào Trận chiến Đại Tây Dương. Quyết định bố trí những chiếc Liberator B Mk I cho lực lượng Bộ chỉ huy Duyên hải Không quân Hoàng gia Anh lập tức đem lại kết quả. Những chiếc Liberator VLR (có tầm hoạt động rất xa) đã lấp được Khoảng trống Đại Tây Dương thiết yếu và là chiếc máy bay có tầm bay xa đủ để làm việc đó. Phiên bản VLR hy sinh vỏ giáp và thường là các tháp súng để có trọng lượng nhẹ trong khi mang theo các thùng nhiên liệu trong khoang chứa bom. Radar và đèn Leigh cho phép chúng có khả năng săn tìm những chiếc tàu ngầm U-boat cả ngày lẫn đêm. Chúng hoạt động từ cả hai bờ Đại Tây Dương với Không quân Hoàng gia Canada từ bờ Tây và Không quân Hoàng gia Anh từ Anh Quốc và Iceland. Tuy nhiên, B-24 cũng còn mong manh khi tấn công, đặc biệt là sau khi nhiều chiếc U-boat được trang bị pháo phòng không và sử dụng chiến thuật nổi trên mặt nước để chiến đấu. Phi công Lloyd Allan Trigg thuộc Không quân Hoàng gia New Zealand đã được truy tặng huân chương Chữ Thập Victoria sau một trận đấu tay đôi ngoài khơi Tây Phi. Chiếc Liberator của Trigg và toàn bộ đội bay bị mất, cùng với đối thủ của nó là chiếc tàu ngầm Đức U-468. Huân chương Chữ Thập Victoria của Trigg là một trong số ít những trường hợp được tặng thưởng do đề nghị từ quân nhân đối phương, bảy thủy thủ đoàn của chiếc U-boat còn sống sót.
Những phiên bản Liberator sau này có khả năng sống sót tốt hơn bên trên không phận Châu Âu bị chiếm đóng hay chống lại các máy bay tiêm kích của Phe Trục, nhưng vì các trang bị phòng thủ làm cho nó có trọng lượng nặng hơn, nó cũng có tầm bay ngắn hơn. Đã không có việc cải tiến hay thay thế các máy bay tuần tra cho đến giai đoạn cuối của chiến khi mà mối đe dọa từ những chiếc U-boat đã qua đi. Trong vòng 12 tháng, Phi đội 120 Bộ chỉ huy Duyên hải Không quân Hoàng gia Anh, với chỉ một tá chiếc Liberator đời đầu được cải tiến và chắp vá, đã cung cấp bảo vệ trên không duy nhất cho các đoàn tàu vận tải đi qua Khoảng trống Đại Tây Dương, ngay cả khi việc cung cấp B-24 cho các phi đội được tăng lên gấp đôi rồi gấp ba (không có chiếc Liberator nào phục vụ với tư cách máy bay ném bom cho Bộ chỉ huy Ném bom Không quân Hoàng gia Anh trong chiến tranh tại châu Âu, nhưng Phi đội 223 thuộc Liên đội Hỗ trợ Ném bom 100 được trang bị 20 chiếc Liberator mang các thiết bị gây nhiễu điện tử nhằm phản công các biện pháp phòng ngự của đối phương). Bước ngoặt đột ngột mang tính quyết định thuận lợi cho phe Đồng Minh của Trận chiến Đại Tây Dương vào tháng 5 năm 1943 là kết quả của nhiều yếu tố. Tuy nhiên, không phải là ngẫu nhiên khi nó trùng hợp với việc giao hàng đã bị trì hoãn kéo dài thêm nhiều chiếc VLR Liberator dùng cho việc tuần tra duyên hải. Những chiếc Liberator được ghi nhận chiến công hoàn toàn hay một phần trong việc đánh đắm 72 chiếc U-boat. Ngoài khả năng tuần tra với tầm bay rất xa, B-24 cũng có vai trò sống còn trong việc tuần tra với bán kính nhỏ hơn 1.609 km (1.000 dặm) tại Đại Tây Dương, và cả Thái Bình Dương nơi mà B-24 và PB4Y-1 gây tổn thất lớn cho tàu thuyền Nhật Bản. Có tổng cộng 977 chiếc PB4Y-1 thuộc Hải quân Mỹ được sử dụng trên Mặt trận Thái Bình Dương tại các phi đội VB và VPB.

### Vai trò vận tải
Những kiểu Liberator đời đầu được sử dụng như là máy bay vận tải hàng hóa không vũ trang. Nó thực hiện những chuyến bay giữa Anh Quốc và Ai Cập (với một vòng rộng kéo dài ra Đại Tây Dương vòng qua Tây Ban Nha) và cũng được sử dụng trong việc rút lui khỏi đảo Java. Thành công này đã dẫn đến việc phát triển kiểu vận tải chuyên dùng, được biết đến dưới những tên như C-87 Liberator Express, RY-2, hoặc Liberator Cargo VII. Hoa Kỳ chỉ chế tạo khoảng 300 máy bay vận tải (so với tổng số hơn 18.000 chiếc các phiên bản khác) nhưng chúng lại chính là xương sống của các chiến dịch vận tải hạng nặng của Không lực Lục quân. Chiếc C-87 không được ưa thích đối với những đội bay nào buộc phải bay chúng. Chiếc máy bay thường phải chịu đựng tình trạng mất nguồn cấp điện khi cất cánh và hạ cánh, độ tin cậy kém của động cơ, và phi công gặp lúng túng khi kiểu cánh Davis bị uốn ở độ cao. Trong quyển tự truyện của mình, Fate is the Hunter, tác giả Ernest K. Gann cho biết, khi đăng bay chở hàng tại Ấn Độ, ông suýt nữa đã phải rơi chiếc máy bay C-87 vào đền Taj Mahal.
Không lực Lục quân Hoa Kỳ cũng chuyển đổi 218 chiếc B-24D và B-24E thành máy bay chở dầu C-109. Những máy bay này được sử dụng trên mọi chiến trường, nhưng chúng được sử dụng nhiều nhất trong Chiến dịch Hump. Chúng bay từ Ấn Độ, ngang qua Himalaya đến các căn cứ của máy bay B-29 đóng tại Trung Quốc. Với mọi thứ vỏ giáp và thiết bị quân sự được tháo bỏ cho nhẹ cân, chiếc C-109 có thể chở 11.000 L (2.905 gal) nhiên liệu nặng đến 10.000 kg (22.000 lb). Thêm vào đó, một số lớn máy bay B-24 không chuyển đổi bị buộc phải thực hiện các nhiệm vụ vận tải. Qantas Empire Airways sử dụng chiếc Liberator trên lộ trình Perth-Colombo, vào lúc đó là lộ trình không dừng chân dài nhất thế giới, cho đến khi nó được thay thế bởi những chiếc Avro Lancastrian.
Một chiếc Liberator II được tân trang thành máy bay vận tải hành khách VIP và được Winston Churchill sử dụng như là máy bay riêng của ông.

## Các phiên bản và cải tiến

### Các phiên bản Không lực Lục quân Hoa Kỳ

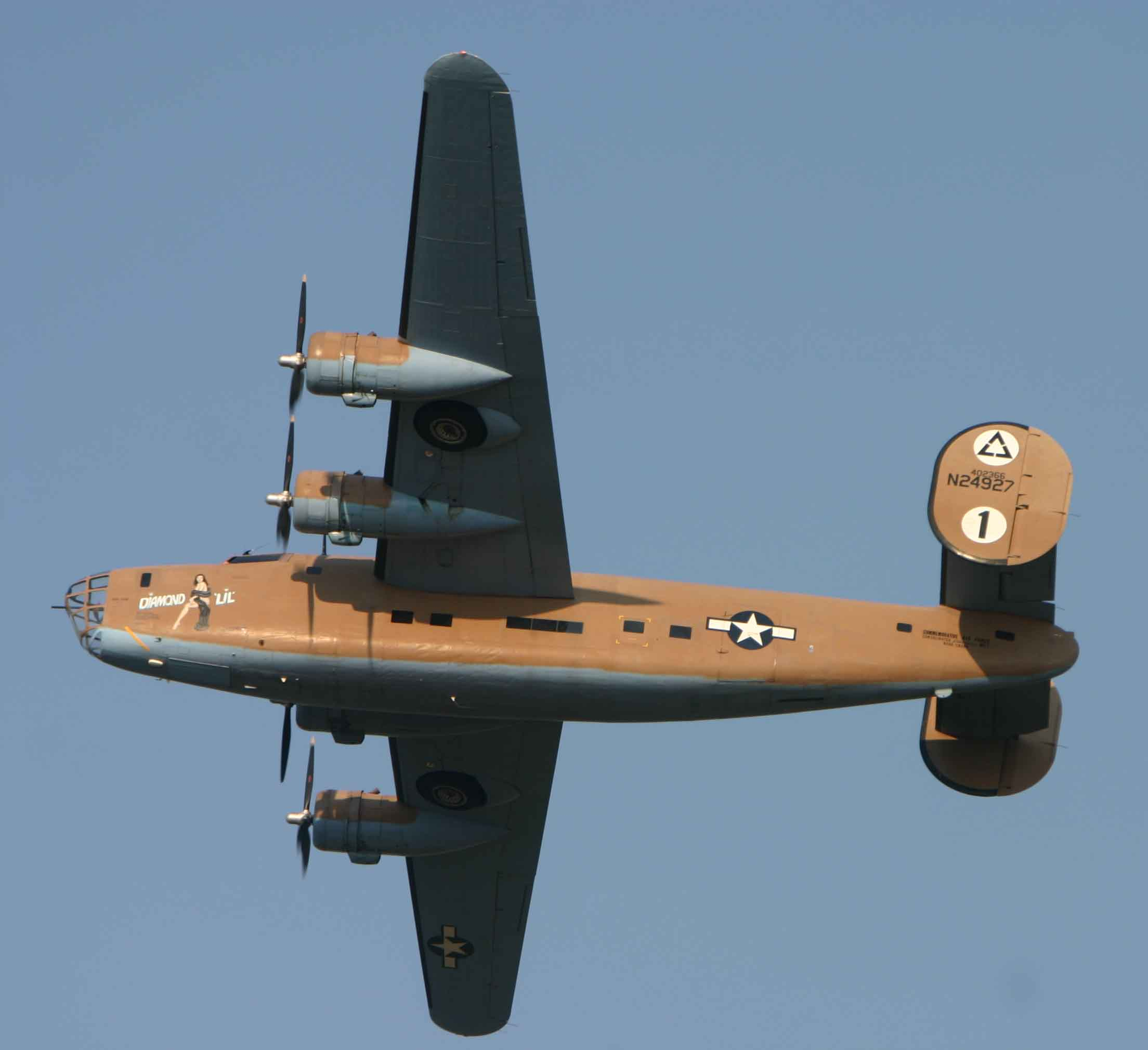
Chiếc B-24 "Diamond Lil" trong bộ sưu tập Commemorative Air Force. Khung máy bay được sửa đổi quay lại phiên bản B-24A vào năm 2007.

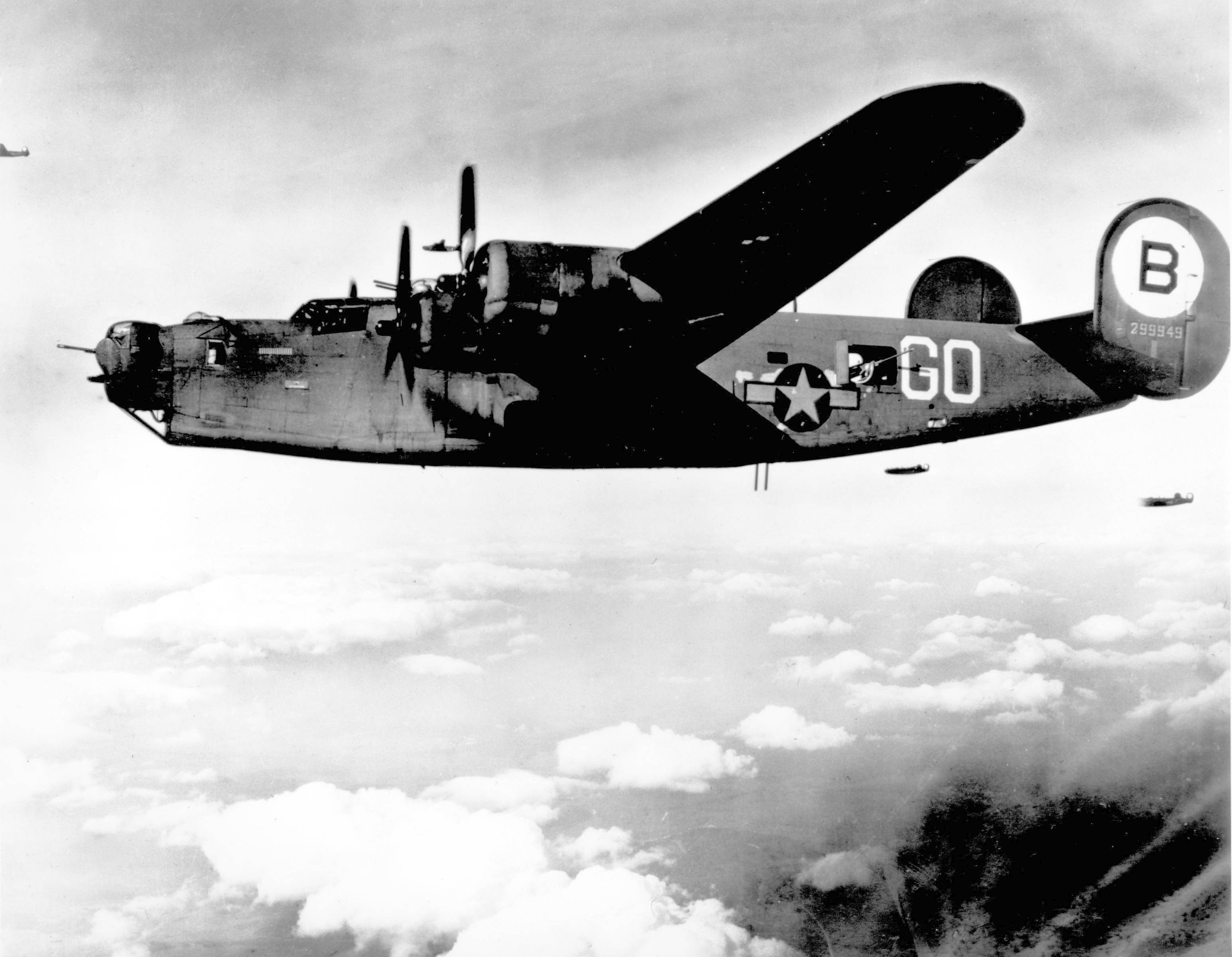
Chiếc Consolidated B-24J-55-CO Liberator, số hiệu 42-99949 thuộc Phi đội 328 Không đoàn ném bom 93; bị mất ngày 21 tháng 9 năm 1944 tại Bỉ.

XB-24 (Consolidated Kiểu 32)Được thiết kế vào năm 1938 như là một cải tiến từ chiếc B-17 Flying Fortress theo yêu cầu của Không lực Lục quân Hoa Kỳ. Nó có cánh được thiết kế đặc biệt để có một tỉ lệ dài-rộng cao, bộ càng đáp ba bánh, và cánh đuôi đứng (cánh ổn định đứng) kép. Chiếc XB-24 được đặt hàng vào tháng 3 năm 1939, và bay chuyến bay đầu tiên ngày 29 tháng 12 năm 1939. Có một chiếc được chế tạo
YB-24/LB-30A Chiếc nguyên mẫu tiền sản xuấtSáu chiếc được gửi đến Anh Quốc trong chương trình Cho thuê-Cho mượn dưới tên gọi LB-30A.
B-24Phiên bản thử nghiệm hoạt động của chiếc XB-24, đặt hàng vào ngày 27 tháng 4 năm 1939, trong vòng chưa tới 30 ngày kể từ khi chiếc XB-24 được đặt hàng và trước khi XB-24 được hoàn tất. Một số cải tiến nhỏ được thực hiện. Có bảy chiếc được chế tạo, nhưng chỉ có một chiếc tham gia thử nghiệm.
B-24A/LB-30BĐặt hàng vào năm 1939, B-24A là phiên bản sản xuất hằng loạt đầu tiên. Do nhu cầu cần có máy bay ném bom hạng nặng, B-24A được đặt hàng trước khi có một chiếc B-24 nào cất cánh. Cải tiến chính so với chiếc XB-24 là cải thiện khí động học cho tính năng bay tốt hơn. Một số được gửi đến Anh Quốc trong chương trình Cho thuê-Cho mượn dưới tên gọi LB-30B. Có 38 chiếc được chế tạo (20 chiếc LB-30B và 9 chiếc B-24C)
XB-24B Chiếc nguyên mẫuKhi chiếc XB-24 không đạt được tốc độ tối đa theo kế hoạch, kiểu động cơ Pratt & Whitney R-1830-33 bố trí hình tròn công suất 1.000 mã lực (746 kW) của nó được thay bằng kiểu R-1830-41 turbo siêu tăng áp công suất 1.200 mã lực (895 kW), giúp gia tăng tốc độ tối đa thêm 59 km/h (37 mph). Việc bổ sung bộ turbo siêu tăng áp làm cho nắp động cơ có hình elip. Phiên bản XB-24B cũng không có khe động cơ nguyên thủy. Có một chiếc XB-24 được cải biến.
B-24CPhiên bản cải biến chiếc B-24A sử dụng động cơ turbo siêu tăng áp R-1830-41. Để chứa được bộ turbo siêu tăng áp và bộ làm mát khí nạp, nắp động cơ có hình elip và các linh kiện mới được thêm vào bên hông. Vị trí tháp súng đuôi được cải tiến bằng cách bổ sung tháp súng Emerson A-6 điều khiển bằng điện với hai khẩu súng máy 12,7 mm (0,50 inch); một tháp súng Martin điều khiển bằng điện được bổ sung ở thân trước. Có chín chiếc B-24A được cải biến.
B-24DPhiên bản sản xuất hằng loạt đầu tiên; được đặt hàng từ năm 1940 đến năm 1942, tương tự như phiên bản B-24C nhưng với động cơ tốt hơn (động cơ R-1830-43 siêu tăng áp). Trong quá trình sản xuất, súng bắn qua đường hầm dưới bụng được thay bằng một tháp súng bụng Bendix tách biệt; rồi sau đó được thay bằng một tháp súng Sperry hình cầu. Ở những chiếc B-24D sau này, những khẩu súng 'cằm' được bổ sung. Có tổng cộng 2696 chiếc được sản xuất, (2381 chiếc do xưởng Consolidated tại San Diego; 305 chiếc do xưởng Consolidated tại Fort Worth và mười chiếc do Douglas tại Tulsa, Oklahoma)
B-24EMộtchút thay đổi trên chiếc B-24D do Ford chế tạo, sử dụng động cơ R-1830-65. Không giống phiên bản B-24D, chiếc B-24E giữ lại khẩu súng bắn qua đường hầm dưới bụng. Không lực sử dụng chiếc B-24E chủ yếu làm máy bay huấn luyện vì không có các vũ khí và kỹ thuật đương thời như những máy bay do Consolidated / San Diego (CO) sản xuất. Ford cũng chế tạo các cụm linh kiện cho Douglas; những cụm linh kiện này giống hệt như được sử dụng cho B-24E do Ford chế tạo, ngoại trừ chúng dùng cùng một kiểu động cơ như B-24D (động cơ hình tròn R-1830-43). Những cụm linh kiện này được gọi là "PK ship" và được vận chuyển bằng xe tải từ Willow Run đến dây chuyền lắp ráp cuối cùng ở Tulsa, Oklahoma. Có 801 chiếc được sản xuất.
XB-24FChiếc nguyên mẫu dùng để thử nghiệm các bộ chống đóng băng bằng nhiệt, thay cho những "bọc" tiêu chuẩn làm bằng cao su thổi phồng được. Có một chiếc B-24D được cải biến.
B-24GTrang bị tháp súng Sperry hình cầu với ba súng máy 12,7 mm (0,50 inch) trước mũi. Tất cả những chiếc B-24G đều do North American Aviation chế tạo do hợp đồng vào năm 1942. Có 25 chiếc được sản xuất.
B-24G-1Tháp súng Emerson A-6 gắn trước mũi thay cho các súng máy 12,7 mm (0,50 inch) trong các phiên bản trước. Chiếc B-24G-1 dựa trên thiết kế của phiên bản B-24H. Có 405 chiếc được sản xuất.
B-24HVì sự mong manh rõ ràng của chiếc B-24 khi bị tấn công trực diện, thiết kế phiên bản B-24H do Ford sản xuất sử dụng một tháp súng trước mũi, nói chung là một kiểu tháp súng đuôi Emerson A-6 được cải tiến. Cả chiếc máy bay được thiết kế lại để phù hợp với tháp súng mới, với hơn 50 thay đổi trên khung máy bay được thực hiện, kể cả một khoang cho sĩ quan ném bom được thiết kế lại. Tháp súng đuôi được gắn cửa sổ to hơn cho tầm nhìn tốt hơn, tháp súng bên trên có bầu to hơn, và các vị trí súng máy hông được đặt chéo nhằm giảm sự cản trở khi chiến đấu. Có 3.100 chiếc được sản xuất.
B-24JChiếc B-24J rất giống phiên bản B-24H, cho dù những cải tiến về phòng thủ trên chiếc B-24H không được áp dụng trên phiên bản B-24J. Chiếc B-24J có hệ thống lái tự động được cải tiến (kiểu C-1) và bộ ngắm ném bom kiểu M-1. Những cụm linh kiện của B-24H được Ford chế tạo cùng nhiều công ty khác và mọi kiểu máy bay được trang bị lại C-1 và M-1 đều được đặt lại tên là B-24J. Có 6.678 chiếc được sản xuất.
XB-24KMột máy bay thử nghiệm được Ford chế tạo bằng cách ghép phần thân đuôi chiếc B-23 Dragon vào khung một chiếc B-24D. Chiếc máy bay ổn định hơn và có tính năng điều khiển tốt hơn các kiểu khác, nhưng thay đổi thiết kế chiếc B-24 là quá tốn kém để thực hiện vào lúc đó. Dù sao, chiếc XB-24K là tiền thân của chiếc máy bay Hải quân PB4Y-1. Có một chiếc B-24D được cải biến.
B-24LVì trọng lượng quá nặng của phiên bản B-24J, Lục quân thúc ép để có một phiên bản nhẹ hơn. Trên chiếc B-24L, tháp súng hình cầu được thay thế bằng đế hình vòng gắn trên sàn trang bị hai súng máy 12,7 mm (0,50 inch), và tháp súng đuôi được thay kiểu A-6B bằng kiểu M-6A. Trong những máy bay đời sau hoàn toàn không có vũ khí gắn đuôi, và khi ra chiến trường chúng thường được cải tiến với tháp súng A-6B, M-6A, hay một cặp súng máy 12,7 mm (0,50 inch) điều khiển bằng tay. Có 1.667 chiếc được sản xuất.
B-24MPhiên bản nâng cao chiếc B-24L với thêm nhiều thiết bị làm nhẹ cân khác. Chiếc B-24M sử dụng một phiên bản tháp súng đuôi A-6B nhẹ cân hơn nữa; các vị trí súng hông được để mở. Để có tầm nhìn tốt hơn, kính chắn gió được thay bằng kiểu "cạnh dao" hai tấm. Phiên bản B-24M trở thành kiểu B-24 sản xuất hằng loạt cuối cùng; một số máy bay được chế tạo chỉ để bay chặng đường từ nhà máy đến nơi tháo bỏ. Có 2.593 chiếc được sản xuất.
XB-24NPhiên bản thiết kế lại kiểu B-24J, cải biến để chỉ có một cánh đuôi đứng duy nhất đồng thời cải tiến tháp súng mũi và tháp súng đuôi. Trong khi có 5.168 chiếc B-24N được đặt hàng, việc Thế Chiến II kết thúc đã làm cho không còn nhu cầu về một kiểu máy bay như vậy. Có một chiếc được chế tạo.
YB-24NPhiên bản tiền sản xuất để thử nghiệm hoạt động của kiểu XB-24N. Có bảy chiếc được chế tạo.
XB-24PPhiên bản cải tiến chiếc B-24D, do Sperry Gyroscope Company thực hiện để thử nghiệm các hệ thống kiểm soát hỏa lực trên không. Có một chiếc B-24D được cải tạo.
XB-24QPhiên bản cải tiến chiếc B-24L do General Electric thực hiện áp dụng các tháp súng đuôi kiểm soát bằng radar. Có một chiếc B-24L được cải tạo.
XB-41Vì sự thiếu hụt một kiểu máy bay tiêm kích tầm xa có khả năng hộ tống máy bay ném bom trong các phi vụ tấn công sâu vào lãnh thổ đối phương ở giai đoạn đầu của Thế Chiến II, Lục quân tiến hành những thử nghiệm về một chiếc máy bay ném bom được trang bị vũ khí nặng làm nhiệm vụ hộ tống cho các phi vụ ném bom. Nó được hoàn tất vào năm 1942. Chiếc XB-41 trang bị tổng cộng mười bốn súng máy 12,7 mm (0,50 inch) qua việc bổ sung thêm tháp súng Bendix dưới"cằm" và một tháp súng lưng Martin vận hành bằng điện ở giữa thân. Những thử nghiệm trong năm 1943 có kết quả kém đến mức dự án nhanh chóng bị hủy bỏ. Tính năng bay bị ảnh hưởng lớn do việc bổ sung thêm nhiều tháp súng. Chiếc máy bay hộ tống cũng không thể bám theo những chiếc máy bay ném bom một khi bom đã được ném. Có một chiếc B-24D được cải tạo.
AT-22 hay TB-24Phiên bản C-87 sử dụng để huấn luyện kỹ sư phi hành.
RB-24LĐược phát triển để huấn luyện các xạ thủ súng máy của chiếc B-29 trên hệ thống tháp súng tương tự điều khiển từ xa được trang bị cho kiểu B-24L.
TB-24LTương tự như chiếc RB-24L, nhưng có thêm các thiết bị radar.
C-87 Liberator ExpressPhiên bản chuyên chở hành khách với các tiện nghi dành cho 20 hành khách.
C-87APhiên bản chuyên chở hành khách VIP trang bị động cơ R-1830-45 thay cho loại -43 và các tiện nghi giường ngủ dành cho 16 hành khách.
C-87BDự án phiên bản vận tải có vũ trang với súng trước mũi, tháp súng lưng và tháp súng bụng; không được sản xuất.
C-87CTên gọi của Không lực Mỹ cho phiên bản RY-3.
XC-109/C-109Máy bay chuyên chở nhiên liệu với các thiết bị đặc biệt chống cháy nổ, dùng trong vận chuyển nhiên liệu từ Ân Độ sang Trung Quốc để hỗ trợ các cuộc ném bom ban đầu của B-29 xuống Nhật Bản.
XF-7Phiên bản trinh sát hình ảnh phát triển từ kiểu B-24D.
F-7Phiên bản trinh sát hình ảnh phát triển từ kiểu B-24H; -FO block.
F-7APhiên bản trinh sát hình ảnh phát triển từ kiểu B-24J; gắn ba máy ảnh gắn trước mũi và ba máy ảnh trong khoang chứa bom.
F-7BPhiên bản trinh sát hình ảnh phát triển từ kiểu B-24J; gắn sáu máy ảnh trong khoang chứa bom.

### Hải quân Mỹ - Tên gọi và các biến thể
PB4Y-1Phiên bản B-24D với tháp súng mũi khác biệt dành cho Hải quân Mỹ. Tên gọi này sau đó được áp dụng cho tất cả các phiên bản G, J, L, và M mà Hải quân nhận được.
PB4Y-1PPhiên bản trinh sát hình ảnh phát triển từ kiểu PB4Y-1.
PB4Y-2 PrivateerPhiên bản tuần tra duyên hải của Hải quân.
RY-1Tên gọi của Hải quân Mỹ cho phiên bản C-87A.
RY-2Tên gọi của Hải quân Mỹ cho phiên bản C-87.
RY-3Phiên bản vận tải của chiếc PB4Y-2.

### Anh Quốc - Tên gọi và các biến thể

Một ảnh màu hiếm hoi của một chiếc LB-30A (YB-24)

Liberator B Mk ITên gọi phiên bản B-24A, sử dụng trong các phi đội tuần tra và phòng thủ duyên hải Anh Quốc. Có tổng cộng 20 chiếc.
Liberator B Mk IIPhiên bản B-24 đầu tiên sẵn sàng chiến đấu. Những cải tiến bao gồm mũi máy bay được kéo dài thêm ba ft cũng như thân sau sâu hơn và cánh đuôi rộng hơn - không có kiểu B-24 tương đương trực tiếp nhưng giống như phiên bản B-24C - được chế tạo để đáp ứng các tiêu chuẩn Anh Quốc và được gắn thiết bị cùng vũ khí Anh Quốc. Một số ít B Mk II được tái cấu trúc lại như máy bay vận tải không vũ trang, được đặt tên LB-30 trong Không lực Mỹ. Có tổng cộng 165 chiếc.
Liberator B Mk IIIPhiên bản B-24D với một súng máy Browning 0,303 inch trước mũi, hai khẩu bên hông, và bốn khẩu trên một tháp súng đuôi Boulton Paul giống như trên chiếc Lancaster, cũng như các trang bị khác của Anh. Tháp súng lưng Martin được giữ lại. Có tổng cộng 156 chiếc.
Liberator B Mk IIIANhững chiếc B-24D trong chương trình Cho thuê-Cho mượn với trang bị và vũ khí của Hoa Kỳ.
Liberator B Mk IVTên gọi được dự định dành cho phiên bản B-24E, nhưng trong thực tế Không quân Hoàng gia Anh không nhận được chiếc nào.
Liberator B Mk VPhiên bản B-24D cải tiến để có trữ lượng nhiên liệu nhiều hơn bằng cách giảm bớt vỏ giáp, trang bị vũ khí tương tự như kiểu Liberator Mk III.
Liberator B Mk VIPhiên bản B-24H phục vụ trong Không quân Hoàng gia với tháp súng đuôi Boulton Paul, những giữ lại các vũ khí khác.
Liberator B Mk VIIITên gọi của Không quân Hoàng gia cho phiên bản B-24J.
Liberator GR Mk VPhiên bản B-24D được cải tiến bởi Bộ chỉ huy Duyên hải Không quân Hoàng gia Anh cho vai trò chống tàu ngầm trang bị radar tìm kiếm và đèn Leigh. Một số được vũ trang với tám đế gắn rocket, bốn đế trên mỗi cánh.
Liberator GR Mk VIPhiên bản B-24G/H/J được sử dụng như máy bay trinh sát tầm xa bởi Bộ chỉ huy Duyên hải.
Liberator GR Mk VIIIPhiên bản B-24J được cải tiến bởi Bộ chỉ huy Duyên hải cho vai trò chống tàu ngầm.
Liberator C Mk VIPhiên bản Liberator B Mk VIII cải tiến dùng để vận tải.
Liberator C Mk VIITên gọi của Không quân Hoàng gia cho phiên bản C-87.
Liberator C Mk VIIIPhiên bản Liberator G Mk VIII cải tiến dùng để vận tải.
Liberator C Mk IXTên gọi của Không quân Hoàng gia cho phiên bản RY-3/C-87C

## Các nước sử dụng

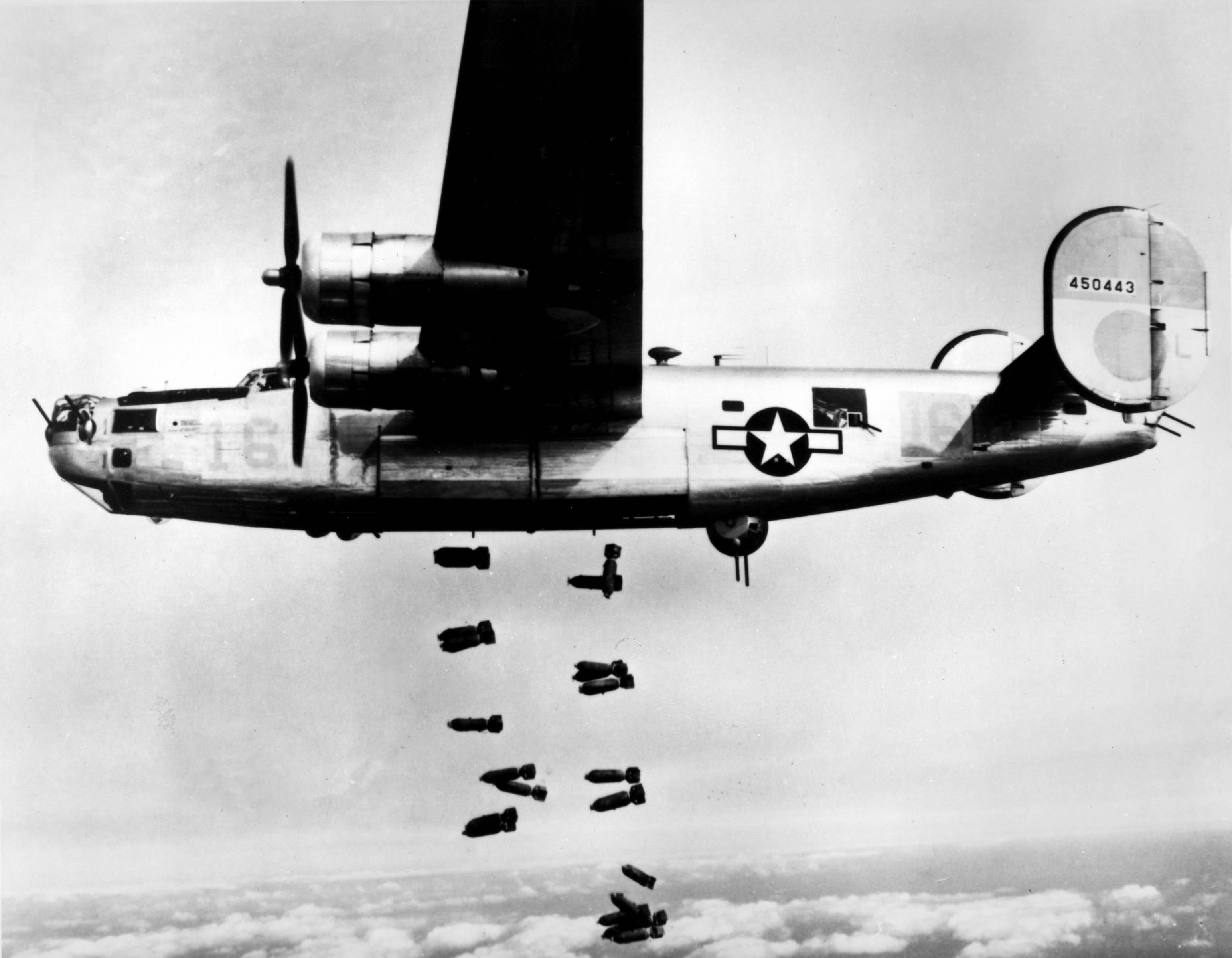
Chiếc B-24M-1FO (số hiệu 44-50443) thuộc Không lực 15 đang ném bom xuống ga tàu hỏa tại Muhldorf, Đức vào ngày 19 tháng 3 năm 1945

- Úc
- Brasil
- Canada
- Đài Loan
- Pháp
- Đức
- Ấn Độ
- Ý
- Hà Lan
- New Zealand
- Ba Lan
- Bồ Đào Nha
- Liên Xô
- Nam Phi
- Thổ Nhĩ Kỳ
- Anh Quốc
- Hoa Kỳ
- România

## Đặc điểm kỹ thuật (B-24J)

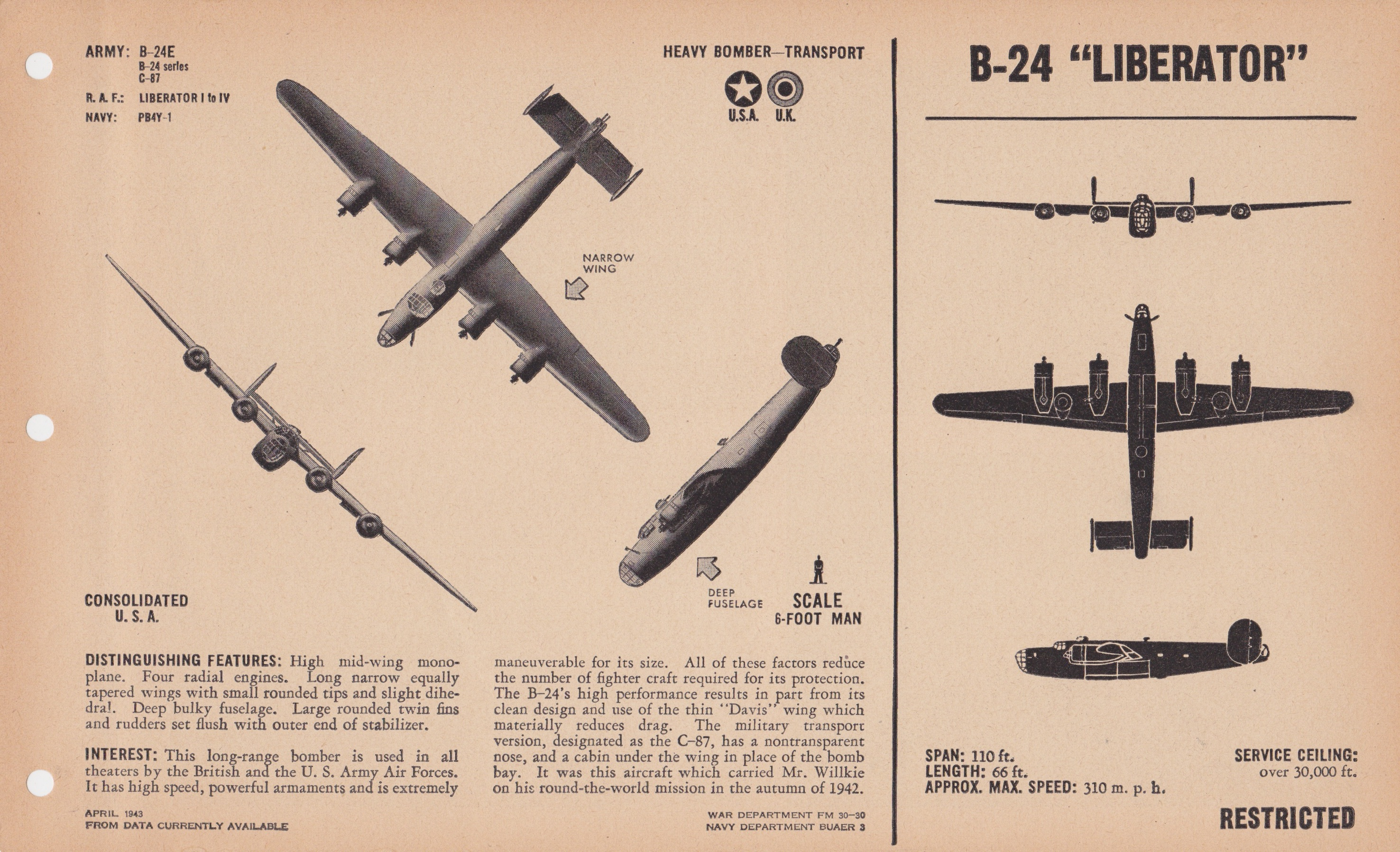

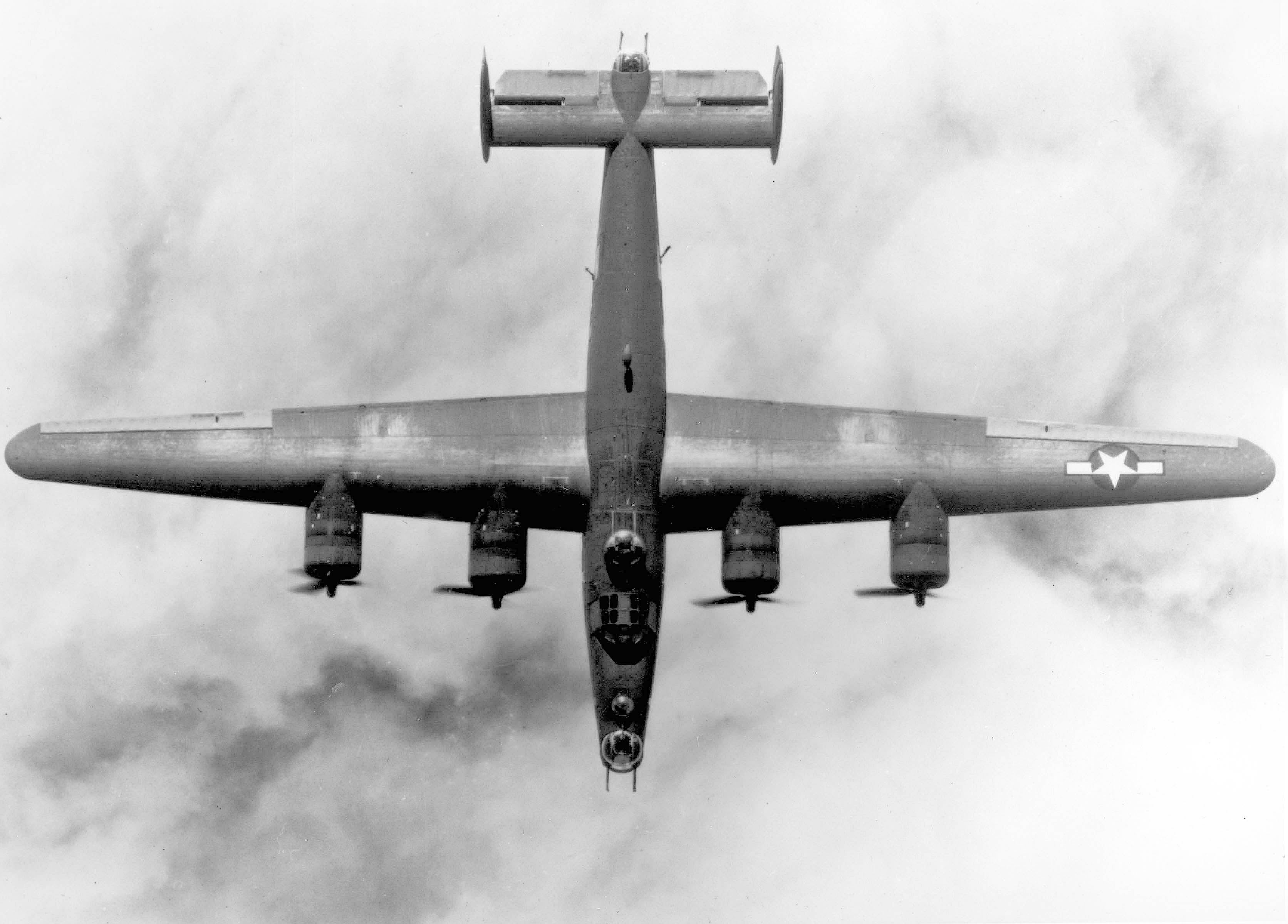
B-24 nhìn từ bên trên.

Nguồn: Quest for Performance

### Đặc tính chung
- Đội bay: 7-10 người
- Chiều dài: 20,6 m (67 ft 8 in)
- Sải cánh: 33,5 m (110 ft 0 in)
- Chiều cao: 5,5 m (18 ft 0 in)
- Diện tích bề mặt cánh: 297,4 m² (1.048 ft²)
- Lực nâng của cánh: 256 kg/m² (52,5 lb/ft²)
- Trọng lượng không tải: 16.590 kg (36.500 lb)
- Trọng lượng có tải: 25.000 kg (55.000 lb)
- Trọng lượng cất cánh tối đa: 29.500 kg (65.000 lb)
- Động cơ: 4 x động cơ Pratt & Whitney R-1830 có turbo tăng áp bố trí hình tròn, công suất 1.200 mã lực (900 kW)

### Đặc tính bay
- Tốc độ lớn nhất: 470 km/h (250 knot, 290 mph)
- Tốc độ bay đường trường: 346 km/h (187 knots, 215 mph)
- Tốc độ chòng chành: 153 km/h (83 knot, 95 mph)
- Bán kính chiến đấu: 3.400 km (1.800 nm, 2.100 mi)
- Tầm bay tối đa: 6.000 km (3.200 nm, 3.700 mi)
- Trần bay: 8.500 m (28.000 ft)
- Tốc độ lên cao: 5,2 m/s (1.025 ft/min)
- Tỉ lệ lực đẩy/khối lượng: 0,144 kW/kg (0,0873 hp/lb)

### Vũ khí
- 10 x súng máy Browning M2 12,7 mm (0,50 inch)
- bom:
  - Tầm ngắn (400 mi): 3.600 kg (8.000 lb)
  - Tầm xa (800 mi): 2.300 kg (5.000 lb)
  - Tầm rất xa (1.200 mi): 1.200 kg (2.700 lb)

## Liên kết ngoài

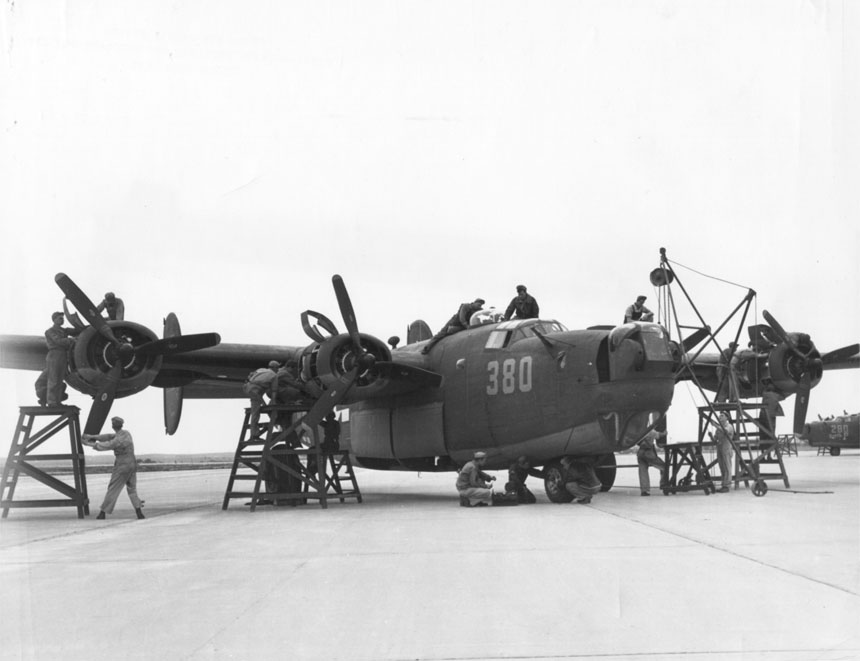
Bảo trì kỹ thuật tại Laredo, Texas. Chiếc Consolidated B-24 "Liberator" được đại tu trước khi bay, 8 tháng 2-1944.

## Nội dung liên quan

### Máy bay liên quan
- Consolidated B-32 Dominator
- Consolidated C-87 Liberator Express
- PB4Y Privateer
- Consolidated XB-41 Liberator
- Consolidated XB-24
- Consolidated Liberator I
- Consolidated R2Y

### Máy bay tương tự
- Avro Lancaster
- B-17 Flying Fortress
- Focke-Wulf Fw 200
- Handley-Page Halifax
- Junkers Ju 290
- Petlyakov Pe-8
- Piaggio P.108B
- Short Stirling
- Vickers Warwick

### Trình tự thiết kế
- Consolidated: 29 - 30 - 31 - 32 - 33 - 34 - 35
- Không lực Mỹ trước năm 1948:
  - Máy bay ném bom: XB-21 - XB-22 - B-23 - B-24 - B-25 - B-26 - XB-27
  - Máy bay trinh sát hình ảnh: F-4 - F-5 - F-6 - F-7 - F-8 - F-9 - F-11
  - Máy bay huấn luyện nâng cao: AT-19 - AT-20 - AT-21 - AT-22 - AT-23 - AT-24 - AT-25
  - Máy bay vận tải: - C-106 - C-107 - C-108 - XC-109 - C-110 - C-111 - C-112
- Hải quân Mỹ trước năm 1962:
  - Máy bay tuần tiễu ném bom: PBY - PB2Y - PB3Y - PB4Y-1 - PB4Y-2
  - Máy bay tuần tiễu: PY - P2Y - P3Y - P4Y-1 - P4Y-2 - P5Y - P6Y
  - Máy bay vận tải: R6V - R7V - R8V - RY - R2Y - R3Y - R4Y
  - Máy bay vận tải: RM - RO - RQ - RR - RS - RT - RY

### Danh sách liên quan
- Danh sách máy bay chiến đấu
- Danh sách máy bay quân sự Hoa Kỳ
- Danh sách máy bay trong Chiến tranh Thế giới II
- Danh sách máy bay ném bom